# Angry Birds ve filmu
Angry Birds ve filmu (v originále The Angry Birds Movie) je americký animovaný film podle videohry Angry Birds. Premiéru v českých kinech měl tento film 12. května 2016, v USA 20. května téhož roku.

## Děj
Film nás zavede na ostrov ptáků, kteří žijí ve velké spokojenosti až na některé naštvané ptáky. Pro ty tu jsou kurzy sebeovládání. Ve filmu je to právě Ruďák (ve hře jméno Red-Rudohněv), který se neustále hněvá. Když donese pozdě dort na oslavu vylíhnutí (což je narození ptáka), strhne se hádka mezi rodiči a Ruďák omylem nakřápne skořápku. Poté je nad ním vynesen ten nejhorší rozsudek na ptačím ostrově – jít na kurz sebeovládání. Tam se setká s terapeutkou Matyldou a dalšími ptáky a to Žluťasem, Terencem a Bombasem. Den poté, co Ruďas vstoupil do kurzu připluje k ostrovu neznámá loď, rozbije Ruďasovi dům a strhne se skandál. Ukáže se, že v lodi jsou dvě prasata a to Leonard a Ross. Chovají se velmi přátelsky a jejich přistání oslaví večírkem, na kterém jim přinesou dva dárky: trampolínu a prak a jako vrchol vyberou dobrovolníka, kterým je Ruďas, který se vůbec nehlásil. Prasata ho vystřelí z praku až na pláž, kam zavolá Žluťase a Bombase, aby jim prošmejdili loď. Na lodi objeví místnost plnou trampolín, na kterých Bombas začne skákat a propadne se do místnosti, kde objeví ještě víc prasat. Varují obyvatele ostrova, ale ti si z toho nic nedělají. Prasata naplánují disco párty pro kterou začnou stavět budovu. Ve večer, kdy vypukne disco párty, prasata sabotují vesnici a ukradnou všechny vejce na ostrově, která dají do pytle. Když to zjistí ptáci, považují Ruďáka za svého vůdce, protože „on to předpověděl“. Ruďas mezitím vyjde do hor, kde potká Orla Vazouna, o kterém se říká, že neexistuje. On jim nepomůže. Po sestupu Ruďas navrhne, že si mohou ze zbytků po prasatech postavit taky loď. Když doplují na Prasečí ostrov, zjistí, že prasata chtějí vejce sníst (a také, že Leonard je král). Postupně z praku vystřelují ptáky, kterými sabotují město. Vystřelí Ruďase a s ním i Žluťase a Bombase a jiné ptáky za hradbu a Ruďas, Žluťas a Bombas se dostanou až do hradu. Když se chce Terence vystřelit za hradby, zničí jejich jediný prak. Pak na hrad přiletí Orel Vazoun, který vezme zpět pytel s vejci, na kterém se drží Ruďas, Žluťas a Bombas. Jedno vejce z pytle upadne a Ruďas za ním skočí zpět do hradu. Pak i s Leonardem spadnou do tajné místnosti s dynamity, kde Leonard omylem zapálí dynamity. Ruďas čeká, až na něj spadne hrnec, který mu poslouží jako kryt a mezitím schvaluje Leonardův plán. Těsně před obřím výbuchem spadne na Ruďase hrnec a ptáci si myslí, že Ruďas je mrtev. Nakonec Ruďas uvidí trojčata, kterým Ruďák nakřápl vejce. Zpět ve vesnici je prohlášen Orel Vazoun jako hrdina a Ruďákův domek je zpátky ve vesnici. Na závěr pustí Orel Vazoun hudbu, prasata se proberou a začnou tančit.

## Obsazení
| Jason Sudeikis       | Ruďák                   |
| Aidan McGraw         | Chuck                   |
| Josh Gad             | Žluťák                  |
| Danny McBride        | Bombas                  |
| Maya Rudolph         | Matylda                 |
| Bill Hader           | Leonard                 |
| Peter Dinklage       | Orel Vazoun             |
| Kate McKinnonová     | Stela                   |
| Sean Penn            | Terence                 |
| Tony Hale            | Ross, Mime, Cyrus       |
| Keegan-Michael Key   | soudce Pařátek          |
| Blake Shelton        | Earl                    |
| Anthony Padilla      | Hal                     |
| Ian Hecox            | Bubla                   |
| Charli XCX           | Willow                  |
| Tituss Burgess       | Photog                  |
| Billy Eichner        | Kuchťoun                |
| Hannibal Buress      | Edward                  |
| Ike Barinholtz       | Tiny                    |
| Max Charles          | Bobby                   |
| Jillian Bell         | Helene                  |
| Cristela Alonzo      | Shirley                 |
| Danielle Brooks      | Monica, Olive           |
| Romeo Santos         | Early Bird              |
| Geoffrey Arend       | Pták ve školce          |
| Ava Acres            | Timothy                 |
| Alex Borsteinová     | Sophie, Peggy           |
| Josh Robert Thompson | Brad, Dance saxofonista |
| Fred Tatasciore      | Monty prase             |
| John Cohen           | Johnny                  |
| Clay Kaytis          | Clayton číšník          |
| Fergal Reilly        | Prasátko Předák         |
| Chris Miller         | Prase na stavbě         |
| Mike Mitchell        | Prase novinové          |
| Catherine Winder     | Billy Nápis             |
| Dan Castellaneta     | Prase na kole           |

### České znění
| Petr Rychlý      | Ruďák       |
| Jan Dolanský     | Žluťák      |
| Roman Štabrňák   | Bombas      |
| Vlastimil Zavřel | Leonard     |
| Jan Šťastný      | Orel Vazoun |
| Jan Vlasák       | Soudce      |
| Tereza Bebarová  | Matylda     |
| Ewa Farna        | Stela       |
| Matěj Ruppert    | Hal         |

Další hlasy poskytli: Jana Šulcová, Miroslav Táborský, Pavel Tesař, Jan Vondráček, Otmar Brancuzský, Otakar Brousek ml., Pavlína Kostková

## Produkce
Film byl oficiálně potvrzen v prosinci 2012. První fotky z filmu byly zveřejněné v říjnu 2014, společně s oznámením obsazením: Jason Sudeikis, Josh Gad, Danny McBride, Bill Hader, Maya Rudolph a Peter Dinklage. Josh Gad původně roli odmítl, protože si myslel, že je až moc podobná jeho poslední roli Olafa ve filmu Ledové království.Rozpočet filmu činil 80 milionů dolarů.

## Soundtrack
Album The Angry Birds Movie: Original Motion Picture Soundtrack

bylo vydáno 6. května 2016.
| The Angry Birds Movie: Original Motion Picture Soundtrack | The Angry Birds Movie: Original Motion Picture Soundtrack | The Angry Birds Movie: Original Motion Picture Soundtrack     | The Angry Birds Movie: Original Motion Picture Soundtrack |
| Pořadí                                                    | Název                                                     | Hudba                                                         | Délka                                                     |
| --------------------------------------------------------- | --------------------------------------------------------- | ------------------------------------------------------------- | --------------------------------------------------------- |
| 1.                                                        | Friends                                                   | Blake Shelton                                                 | 3:04                                                      |
| 2.                                                        | I Will Survive                                            | Demi Lovato                                                   | 4:05                                                      |
| 3.                                                        | Wonderful Life (Mi Oh My)                                 | Matoma feat. Leslie Green                                     | 3:30                                                      |
| 4.                                                        | On Top of the World                                       | Imagine Dragons                                               | 3:12                                                      |
| 5.                                                        | Explode                                                   | Charli XCX                                                    | 3:45                                                      |
| 6.                                                        | Never Gonna Give You Up                                   | Rick Astley                                                   | 3:34                                                      |
| 7.                                                        | Rock You Like a Hurricane                                 | Scorpions                                                     | 4:16                                                      |
| 8.                                                        | Fight                                                     | Steve Aoki                                                    | 3:52                                                      |
| 9.                                                        | Wild Thing                                                | Tone Lōc                                                      | 4:25                                                      |
| 10.                                                       | Sound of da Police                                        | KRS-One                                                       | 4:18                                                      |
| 11.                                                       | Behind Blue Eyes                                          | Limp Bizkit                                                   | 4:31                                                      |
| 12.                                                       | The Mighty Eagle Song                                     | Peter Dinklage feat. Jason Sudeikis, Danny McBride a Josh Gad | 2:06                                                      |
| 13.                                                       | The Mighty Red Song                                       | The Hachlings                                                 | 0:47                                                      |
| 14.                                                       | Medley: Angry Birds Movie Score                           | Heitor Pereira                                                | 3:18                                                      |

## Vydání
Film měl mít původně premiéru 1. července 2016, ale později bylo datum přesunuto na 20. května. V září 2015 byl zveřejněn první trailer a o čtyři měsíce následoval trailer druhý. V České republice měl premiéru 12. května 2016.

## Přijetí

### Tržby
Film vydělal 107,5 milionů dolarů v Severní Americe a 242,3 milionů dolarů v ostatních oblastech, celkově tak vydělal 349,8 milionů dolarů po celém světě. Rozpočet filmu činil 73 milionů dolarů. V Severní Americe byl oficiálně uveden 20. května 2016, společně s filmy Sousedi 2 a Správní chlapi. Za první víkend docílil nejvyšší návštěvnosti, kdy vydělal 38 milionů dolarů. 
V Číně film vydělal 29,2 milionů dolarů, v Rusku 5,7 milionů dolarů, ve Velké Británii a Irsku 3,1 milionů dolarů, v Německu 2,9 milionů dolarů, v Mexiku 2,8 milionů dolarů, v Brazílii 2,7 milionů dolarů.

### Recenze
Film získal mix recenzí od kritiků. Na recenzní stránce Rotten Tomatoes získal ze 141 započtených recenzí 43 procent s průměrným ratingem 4,9 bodů z deseti. Na serveru Metacritic snímek získal z 27 recenzí 43 bodů ze sta. Na Česko-Slovenské filmové databázi snímek získal 63%.

### Ocenění
| Ocenění                         | Kategorie                                          | Nominovaný                     | Výsledek |
| ------------------------------- | -------------------------------------------------- | ------------------------------ | -------- |
| Hollywood Music in Media Awards | Nejlepší průvodní hudba – animovaný film           | Heitor Pereira                 | nominace |
| Teen Choice Awards              | Nejlepší výbuch vzteku                             | Jason Sudeikis                 | nominace |
| Teen Choice Awards              | Nejlepší písnička ve filmu nebo televizním seriálu | „I Will Survive“ – Demi Lovato | nominace |

## Pokračování
Po vydání filmu bylo potvrzeno, že se pracuje na pokračování. 26. dubna 2017 Rovio potvrdilo další podrobnosti tohoto filmu. Bude se jmenovat Angry Birds 2 a premiéra filmu je stanovena na 20. září 2019.